# Матчи женской сборной России по волейболу 2011
В 2011 году женская сборная России по волейболу приняла участие в трёх официальных турнирах, проводимых под эгидой ФИВБ и ЕКВ.

## Турниры и матчи

### Гран-при
| 5 августа. Накхонпатхом (Таиланд). Россия — Куба 3:1 (24:26, 25:18, 25:23, 25:20). Предварительный этап. 1-й тур. Группа «В» |
| --- |

Россия: Борисенко (8 очков), Махно (9), Н.Гончарова (15), Ю.Морозова (8), Гамова (24), Старцева (4), Кузякина — либеро. Выход на замену: Улякина (1), Букреева.

Куба: Салас, Паласиос, Кастаньеда, Хьель, Каркасес, Силье, Боррель — либеро. Выход на замену: Клехер, Сантос.
| 6 августа. Накхонпатхом (Таиланд). Россия — Перу 3:0 (25:12, 25:9, 25:14). Предварительный этап. 1-й тур. Группа «В» |
| --- |

Россия: Махно (9), Перепёлкина (4), Н.Гончарова (18), Гамова (6), Старцева (4), Меркулова (8), Кузякина — либеро. Выход на замену: Улякина (2), Букреева (3), Фатеева, Борисенко (3).

Перу: Сориано, Кельдибекова, Байлон, Самудио, Урибе, Ортис, Паласиос — либеро. Выход на замену: Акино, Ильескас.
| 7 августа. Накхонпатхом (Таиланд). Россия — Таиланд 3:0 (25:18, 25:19, 27:25). Предварительный этап. 1-й тур. Группа «В» |
| --- |

Россия: Борисенко (7), Махно (5), Н.Гончарова (15), Гамова (18), Улякина (3), Меркулова (11), Кузякина — либеро. Выход на замену: Букреева (1), Фатеева, Старцева.

Таиланд: Ситтирак, Хьяпха, Томком, Кантхонг, Апиньяпонг, Тинкаов, Панной — либеро. Выход на замену: Супамол, Чайсри, Каэнсинг, Сукмак.
| 12 августа. Цюаньчжоу (Китай). Россия — Германия 3:0 (25:18, 25:19, 25:21). Предварительный этап. 2-й тур. Группа «G» |
| --- |

Россия: Борисенко (4), Махно (10), Н.Гончарова (9), Ю.Морозова (11), Гамова (20), Старцева (2), Кузякина — либеро, Кабешова — либеро. Выход на замену: Улякина, Букреева.

Германия: Вайсс, Сушке, Фюрст, Байер, Козух, Бринкер, Черлих — либеро. Выход на замену: Маттес, Гиппе, Апитц, Радцувайт, Бурхардт.
| 13 августа. Цюаньчжоу (Китай). Россия — Перу 3:0 (25:20, 25:17, 25:17). Предварительный этап. 2-й тур. Группа «G» |
| --- |

Россия: Махно (11), Перепёлкина (7), Н.Гончарова (12), Гамова (13), Улякина (3), Меркулова (9), Кабешова — либеро. Выход на замену: Букреева, Матиенко, Фатеева (1), Ю.Морозова, Старцева.

Перу: Уседа, Самудио, Байлон, Ильескас, Кельдибекова, Ортис, Паласиос — либеро. Выход на замену: Руэда, Акино.
| 14 августа. Цюаньчжоу (Китай). Россия — Китай 3:0 (25:22, 25:23, 25:20). Предварительный этап. 2-й тур. Группа «G» |
| --- |

Россия: Махно (11), Н.Гончарова (13), Ю.Морозова (5), Гамова (21), Старцева (2), Меркулова (4), Кузякина — либеро, Кабешова — либеро. Выход на замену: Букреева, Улякина (1), Борисенко (4).

Китай: Ван Имэй, Ян Цзе, Хуэй Жуоци, Вэй Цююэ, Ян Цзуньцзин, Сюй Юньли, Шань Даньна — либеро. Выход на замену: Чэнь Лин.
| 19 августа. Токио (Япония). Россия — Южная Корея 2:3 (22:25, 25:17, 25:20, 23:25, 11:15). Предварительный этап. 3-й тур. Группа «L» |
| --- |

Россия: Борисенко (4), Махно (23), Н.Гончарова (25), Ю.Морозова (2), Гамова (20), Старцева (1), Кабешова — либеро. Выход на замену: Букреева (2), Улякина (1), Меркулова (4), Фатеева.

Южная Корея: Хван Ён Чжу, Ким Ён Гун, Хан Сон И, Ким Се Ён, Ким Хе Чжин, Ли Сок Чжа, Нам Чже Сок — либеро. Выход на замену: Пэ Ю На, Юн Хе Сок, Ли Бо Лам.
| 20 августа. Токио (Япония). Россия — Сербия 3:2 (25:13, 21:25, 22:25, 25:17, 15:8). Предварительный этап. 3-й тур. Группа «L» |
| --- |

Россия: Махно (8), Н.Гончарова (14), Ю.Морозова (9), Гамова (26), Меркулова (14), Матиенко (1), Кузякина — либеро. Выход на замену: Букреева, Фатеева (5), Борисенко (6).

Сербия: Малагурски, Крсманович, Молнар, Антониевич, Николич, Рашич, Попович — либеро. Выход на замену: Весович, Нинкович, Огненович, Малешевич.
| 21 августа. Токио (Япония). Россия — Япония 0:3 (23:25, 19:25, 19:25). Предварительный этап. 3-й тур. Группа «L» |
| --- |

Россия: Борисенко (3), Н.Гончарова (7), Фатеева (10), Гамова (14), Улякина, Меркулова (8), Кузякина — либеро, Кабешова — либеро. Выход на замену: Букреева (4), Матиенко (1).

Япония: Такэсита, Ямамото, Ямагути, Араки, Кимура, Сакода, Сано — либеро. Выход на замену: Синабэ, Ивасака, Кано, Исида.
| 24 августа. Макао (Китай). Россия — Таиланд 3:1 (25:18, 25:22, 25:27, 25:17). Финальный этап. Групповой раунд. Группа «А» |
| --- |

Россия: Борисенко (5), Махно (18), Н.Гончарова (20), Ю.Морозова (8), Гамова (26), Старцева, Кузякина — либеро. Выход на замену: Букреева, Матиенко, Фатеева, Меркулова (2).

Таиланд: Тинкаов, Ситтирак, Апиньяпонг, Хьяпха, Томком, Кантхонг, Панной — либеро, Буакаев — либеро. Выход на замену: Сукмак.
| 25 августа. Макао (Китай). Россия — Сербия 1:3 (25:20, 17:25, 21:25, 21:25). Финальный этап. Групповой раунд. Группа «А» |
| --- |

Россия: Махно (11), Н.Гончарова (25), Ю.Морозова (7), Гамова (16), Старцева (1), Меркулова (4), Кузякина — либеро. Выход на замену: Букреева, Улякина, Фатеева, Борисенко (2).

Сербия: Бракочевич, Малагурски, Крсманович, Огненович, Николич, Рашич, Попович — либеро. Выход на замену: Весович, Молнар.
| 26 августа. Макао (Китай). Россия — Китай 3:0 (25:21, 25:11, 25:23). Финальный этап. Групповой раунд. Группа «А» |
| --- |

Россия: Борисенко (2), Махно (9), Н.Гончарова (23), Ю.Морозова (4), Гамова (20), Старцева, Кузякина — либеро. Выход на замену: Фатеева, Улякина.

Китай: Ван Имэй, Ян Цзе, Хуэй Жуоци, Вэй Цююэ, Ян Цзуньцзин, Ма Юньвэнь, Шань Даньна — либеро. Выход на замену: Сюй Юньли, Фань Линьлинь.
| 27 августа. Макао (Китай). Россия — Бразилия 0:3 (24:26, 17:25, 23:25). Финальный этап. Полуфинал |
| ------------------------------------------------------------------------------------------------- |

Россия: Борисенко (3), Махно (4), Н.Гончарова (14), Ю.Морозова (2), Гамова (17), Старцева (1), Кузякина — либеро. Выход на замену: Фатеева (3), Улякина (1), Перепёлкина (4).

Бразилия: Фабиана, Дани Линс, Таиса, Наталья, Шейла, Фернанда Гарай, Фаби — либеро. Выход на замену: Сасса, Фабиола, Тандара.
| 28 августа. Макао (Китай). Россия — Сербия 0:3 (21:25, 20:25, 16:25). Финальный этап. Матч за 3-е место |
| --- |

Россия: Перепёлкина (1), Н.Гончарова (10), Фатеева (1), Ю.Морозова (8), Гамова (8), Старцева (1), Кузякина — либеро. Выход на замену: Махно (4), Букреева (6), Улякина (3), Борисенко (1).

Сербия: Бракочевич, Малагурски, Крсманович, Молнар, Огненович, Рашич, Чебич — либеро. Выход на замену: Весович.
На Гран-при сборная Россия выступила после годичного перерыва. На предварительном этапе россиянки заняли третье место и вышли в финальный раунд, который состоял из группового этапа и плей-офф. В своей группе российская команда стала второй, затем проиграла в полуфинале сборной Бразилии, а в матче за 3-е место и сборной Сербии и осталась без медалей розыгрыша.

### Чемпионат Европы
| 23 сентября. Бусто-Арсицио (Италия). Россия — Болгария 3:0 (25:13, 26:24, 25:21). Предварительный этап. Группа «D» |
| --- |

Россия: Н.Гончарова (13), Фатеева (8), Ю.Морозова (6), Гамова (26), Старцева (1), Меркулова (2), Кузякина — либеро. Выход на замену: Букреева (1), Улякина.

Болгария: Рабаджиева, Заркова, Дебарлиева, Василева, С.Филипова, Николова, Монова — либеро. Выход на замену: Русева.
| 24 сентября. Бусто-Арсицио (Италия). Россия — Испания 3:1 (32:30, 19:25, 25:20, 25:22). Предварительный этап. Группа «D» |
| --- |

Россия: Н.Гончарова (18), Ю.Морозова (5), Гамова (31), Старцева (4), Меркулова (7), Бондарь, Уланова (Кабешова) — либеро. Выход на замену: Махно (9), Букреева (1), Улякина, Перепёлкина, Борисенко (3).

Испания: Кольяр, Корреа, А.Фернандес, Санчес, Аранда, Дельгадо, Кастаньо — либеро. Выход на замену: Эстебан, Риверо, М. И. Фернандес, Эрнандес.
| 25 сентября. Бусто-Арсицио (Италия). Россия — Нидерланды 3:1 (26:24, 24:26, 25:15, 25:22). Предварительный этап. Группа «D» |
| --- |

Россия: Махно (8), Перепёлкина (10), Н.Гончарова (22), Ю.Морозова (11), Гамова (29), Старцева (1), Уланова — либеро. Выход на замену: Букреева (1), Улякина (2).

Нидерланды: Гротхёйс, Венсинк, Флир, Дейкема, И.Виссер, Стам, ван Тинен — либеро. Выход на замену: Ч.Сталенс, Хурман, Слутьес.
| 23 сентября. Монца (Италия). Россия — Турция 0:3 (25:27, 21:25, 19:25). Четвертьфинал |
| ------------------------------------------------------------------------------------- |

Россия: Махно (2), Перепёлкина (2), Н.Гончарова (10), Ю.Морозова (6), Гамова (15), Улякина, Кузякина — либеро, Уланова — либеро. Выход на замену: Фатеева (2), Старцева, Борисенко (2).

Турция: Токсой, О.Чемберджи-Кырдар, Г.Сонсырма-Кырдар, Озсой, Эрдем, Дарнель, Кузубашиоглу — либеро, Гюрешен — либеро. Выход на замену: Гюмюш.
На предварительном этапе розыгрыша сборная России уверенно заняла в своей группе первое место и вышла в плей-офф первенства, но в четвертьфинале ничего не смогла противопоставить самоотверженной и сбалансированной игре турецкой национальной команды, уступив ей в трёх партиях. Вновь, как и двумя годами ранее, российские волейболистки остались без медалей европейского первенства. Вскоре после окончания чемпионата ушёл в отставку главный тренер сборной Владимир Кузюткин.

### Европейский олимпийский предквалификационный турнир
| 9 ноября. Калининград (Россия). Россия — Словакия 3:0 (25:14, 25:18, 25:11). Группа 1. Предварительный этап. Подгруппа «А» |
| --- |

Россия: Борисенко (7), Перепёлкина (9), Соколова (12), Гамова (11), Старцева (2), Кошелева (6), Крючкова — либеро. Выход на замену: Н.Гончарова (6), Меркулова (3).

Словакия: Гатинова, Грончекова, Смак, Соарес, Брамборова, Носекова, Никмонова — либеро. Выход на замену: Саланцова, Збурова, Радосова.
| 10 ноября. Калининград (Россия). Россия — Бельгия 3:0 (25:23, 25:17, 25:20). Группа 1. Предварительный этап. Подгруппа «А» |
| --- |

Россия: Борисенко (7), Перепёлкина (10), Соколова (9), Гамова (17), Старцева, Кошелева (7), Крючкова — либеро. Выход на замену: Н.Гончарова (5).

Бельгия: Дирикс, Хейрман, Лейс, Альбрехт, ван Хеке, Руссо, Куртуа — либеро. Выход на замену: Эйкенс, Бибаув.
| 12 ноября. Калининград (Россия). Россия — Испания 3:0 (25:14, 25:10, 25:15). Группа 1. Полуфинал |
| ------------------------------------------------------------------------------------------------ |

Россия: Борисенко (6), Перепёлкина (7), Соколова (10), Гамова (17), Старцева (2), Кошелева (5), Крючкова — либеро. Выход на замену: Н.Гончарова (6), Меркулова (1).

Испания: Кольяр, Корреа, А.Фернандес, Санчес, Аранда, Дельгадо, Кастаньо — либеро. Выход на замену: Риверо, Эстебан, Эрнандес, Параха.
| 13 ноября. Калининград (Россия). Россия — Румыния 3:1 (25:17, 22:25, 25:11, 25:18). Группа 1. Финал |
| --------------------------------------------------------------------------------------------------- |

Россия: Борисенко (11), Перепёлкина (6), Соколова (14), Гамова (28), Старцева (1), Кошелева (21), Крючкова — либеро. Выход на замену: Н.Гончарова.

Румыния: Захариа, Собо, Немцану, Няга, Мурешан, Оньеджекве, Испас — либеро. Выход на замену: Казаку, Микля-Григоруца, Трика, Альбу.
По итогам чемпионата Европы сборная России не пробилась в число участников Кубка мира и олимпийский отбор ей пришлось начинать с предквалификационного турнира. Соревнования в 1-й европейской группе прошли в Калининграде и завершились уверенной победой российской команды, вышедшей в финальную стадию европейской квалификации, которая пройдёт в мае 2012 года в Турции.
Игрой команды руководил исполняющий обязанности главного тренера Сергей Овчинников. В составе сборной вновь были чемпионки мира Соколова, Кошелева и Крючкова, по разным причинам отсутствовавшие в ней в ходе двух предыдущих турниров.

## Итоги
Всего на счету сборной России в 2011 году 22 официальных матча. Из них выиграно 16, проиграно 6. Соотношение партий 51:25. Соперниками россиянок в этих матчах были национальные сборные 16 стран.
| Турнир                                              | И  | В | П | С/О   | Место |
| --------------------------------------------------- | -- | - | - | ----- | ----- |
| Гран-при                                            | 14 | 9 | 5 | 30:19 | 4-е   |
| Чемпионат Европы                                    | 4  | 3 | 1 | 9:5   | 5—6-е |
| Европейский олимпийский предквалификационный турнир | 4  | 4 | 0 | 12:1  | 1-е   |

## Состав
В скобках после количество игр указано число матчей, проведённых волейболисткой в стартовом составе + в качестве либеро.
| №    | Игрок                    | Год рождения | Амплуа      | Клуб            | Турниры и игры | Турниры и игры | Турниры и игры | Всего матчей |
| №    | Игрок                    | Год рождения | Амплуа      | Клуб            | ГП             | ЧЕ             | КОИ            | Всего матчей |
| ---- | ------------------------ | ------------ | ----------- | --------------- | -------------- | -------------- | -------------- | ------------ |
| 1    | Мария Борисенко          | 1986         | центральная | «Динамо-Казань» | 13 (8)         | 2              | 4 (4)          | 19 (12)      |
| 2    | Леся Махно               | 1981         | нападающая  | «Динамо-Казань» | 13 (12)        | 3 (2)          |                | 16 (14)      |
| 3    | Мария Перепёлкина        | 1984         | центральная | «Динамо» М      | 4 (3)          | 3 (2)          | 4 (4)          | 11 (9)       |
| 5,17 | Виктория Кузякина        | 1985         | либеро      | «Омичка»        | 12 (0+12)      | 2 (0+2)        |                | 14 (0+14)    |
| 5    | Любовь Соколова          | 1977         | нападающая  | «Фенербахче»    |                |                | 4 (4)          | 4 (4)        |
| 6    | Ольга Букреева           | 1987         | нападающая  | «Динамо» Кр     | 12             | 3              |                | 15           |
| 7    | Светлана Крючкова        | 1985         | либеро      | «Динамо» М      |                |                | 4 (0+4)        | 4 (0+4)      |
| 8    | Наталья Гончарова        | 1989         | нападающая  | «Динамо» М      | 14 (14)        | 4 (4)          | 4              | 22 (18)      |
| 9    | Ольга Фатеева            | 1984         | нападающая  | «Динамо» Кр     | 11 (2)         | 2 (1)          |                | 13 (3)       |
| 10   | Юлия Морозова (Седова)   | 1985         | центральная | «Динамо» М      | 11 (10)        | 4 (4)          |                | 15 (14)      |
| 11   | Екатерина Гамова         | 1980         | нападающая  | «Динамо-Казань» | 14 (14)        | 4 (4)          | 4 (4)          | 22 (22)      |
| 12   | Вера Улякина             | 1986         | связующая   | «Динамо» М      | 12 (3)         | 4 (1)          |                | 16 (4)       |
| 13   | Евгения Старцева         | 1989         | связующая   | «Динамо» Кр     | 12 (10)        | 4 (3)          | 4 (4)          | 20 (17)      |
| 14   | Екатерина Кабешова       | 1986         | либеро      | «Динамо-Казань» | 5 (0+5)        | 3 (0+3)        |                | 8 (0+8)      |
| 15   | Татьяна Кошелева         | 1988         | нападающая  | «Динамо» Кр     |                |                | 4 (4)          | 4 (4)        |
| 16   | Юлия Меркулова           | 1984         | центральная | «Динамо» М      | 9 (7)          | 2 (2)          | 2              | 13 (9)       |
| 19   | Ксения Бондарь (Наумова) | 1990         | нападающая  | «Тюмень»-ТюмГУ  |                | 1 (1)          |                | 1 (1)        |
| 20   | Анна Матиенко            | 1981         | связующая   | «Динамо» М      | 4 (1)          |                |                | 4 (1)        |

- Главные тренеры — Владимир Кузюткин (до сентября), Сергей Овчинников (ноябрь).
- Тренер — Игорь Курносов.

Всего в 2011 году в составе сборной России в официальных турнирах играло 18 волейболисток.

## Другие турниры
- Кубок первого президента России Б. Н. Ельцина по волейболу. 5—10 июля.  Екатеринбург, Нижний Тагил.

Групповой этап — Польша 3:1, Украина 3:0, Китай 1:3.
Полуфинал — Бразилия 2:3. Матч за 3-е место — Польша 3:2. Итог — 3-е место.
- Мемориал Агаты Мруз. 9—11 сентября.  Домброва-Гурнича

Хорватия 3:2, Словакия 3:0, Польша 3:1. Итог — 1-е место.